# Giuseppe Solenghi

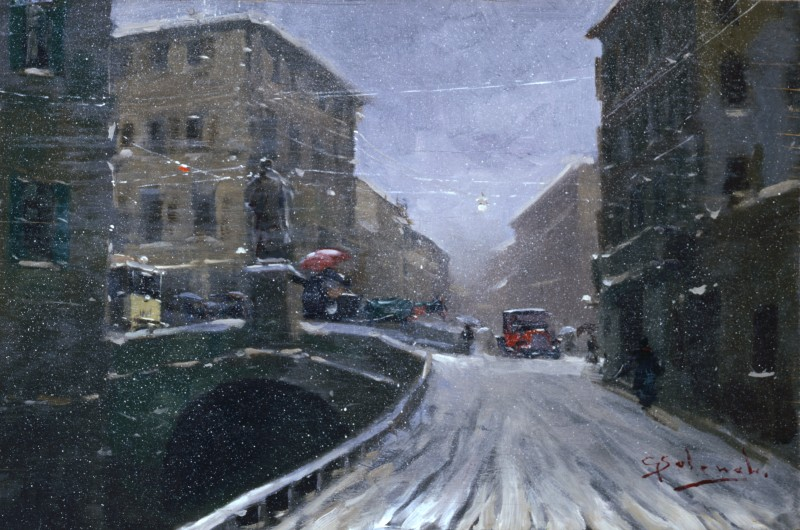

Giuseppe Solenghi, né le 3 mai 1879 à Milan et mort en 1944 à Cernobbio ( Province de Côme ), est un peintre italien, représentant principalement des paysages et des paysages urbains ( vedute ). 

## Biographie
Giuseppe Solenghi naît le 3 mai 1879 à Milan.
De 1892 à 1895, il est élève à la Brera Academy, étudiant la peinture sous la direction de Cesare Tallone, la sculpture et la gravure sous la direction d' Ernesto Bazzaro, et la perspective sous la direction de Giuseppe Mentessi. En 1895-1900, il se consacre aux manuscrits enluminés. Il commence à exposer ses paysages après la Première Guerre mondiale. On dit que Leonardo Bazzaro influence son choix de paysage et de vedute. Plutôt que les vues pastorales ensoleillées, il préfère représenter les panoramas humides des canaux de Milan et des lagunes vénitiennes. Une exposition posthume lui est consacrée à la Galleria Boito de Milan, parrainée par la Fondazione Cariplo.
Il meurt en 1944 à Cernobbio.